# Lycorma punicea
Lycorma punicea är en insektsart som först beskrevs av Hope 1843.  Lycorma punicea ingår i släktet Lycorma och familjen lyktstritar. Inga underarter finns listade i Catalogue of Life.